# Niotaze
Niotaze är en ort i Chautauqua County i Kansas. Vid 2010 års folkräkning hade Niotaze 82 invånare.